# Витвинский, Валентин Фёдорович
Витвинский (или Ветвинский) Валентин Фёдорович (16 января 1924 г., Алатырь, Симбирская губерния — 2 апреля 1944 г., Тернопольская область, Украина) — Герой Советского Союза, командир орудия 202-го гвардейского стрелкового полка (68-я гвардейская стрелковая дивизия, 40-я армия, Воронежский фронт), гвардии старший сержант.

## Биография
Родился 16 января 1924 года в уездном городе Алатырь Симбирской губернии в семье рабочего. По национальности — русский. Окончил семь классов школы, после чего поступил в Алатырский лесотехнический техникум. Одновременно окончил курсы трактористов и стал работать в Сурской МТС Ульяновской области.
В августе 1942 года В.Ф. Витвинского призвали в ряды Красной Армии. Подготовку проходил в запасном артиллерийском полку, стал младшим командиром. На фронте с августа 1943 года. Воевал в составе 202-го гвардейского стрелкового полка 68-й гвардейской стрелковой дивизии командиром противотанкового орудия. Особо отличился при форсировании Днепра.
В ночь на 25 сентября 1943 года гвардии старший сержант В.Ф. Витвинский со своим расчётом переправился на правый берег Днепра в районе села Балыко-Шучинка Киевской области. Расчёт отражал вражеские контратаки, уничтожив при этом 6 танков, 2 дзота, 4 огневые точки, десятки немецких солдат. В бою В.Ф. Витвинский заменил раненого командира взвода.
Указом Президиума Верховного Совета СССР от 13 ноября 1943 года за мужество и героизм, проявленные при форсировании Днепра и удержании плацдарма гвардии старшему сержанту Витвинскому Валентину Фёдоровичу присвоено звание Героя Советского Союза.
В дальнейших боях за освобождение Правобережной Украины гвардии старший сержант Витвинский исполнял обязанности командира взвода противотанковых орудий. Погиб в бою на территории Тарнопольской области 2 апреля 1944 года. Похоронен в селе Пробежная Чортковского района Тернопольской области (Украина).

## Награды
- Герой Советского Союза.
- Орден Ленина.
- Орден Красной Звезды.

## Память
В Алатыре именем Героя названы улица и школа, сооружен памятник В.Ф. Витвинскому, установлена мемориальная доска — на здании Алатырского автодорожного техникума.